# Artimpaza quadrimaculata
Artimpaza quadrimaculata là một loài bọ cánh cứng trong họ Cerambycidae.